# Saint-Pargoire
Saint-Pargoire is een gemeente in het Franse departement Hérault (regio Occitanie). De plaats maakt deel uit van het arrondissement Lodève. Saint-Pargoire telde op 1 januari 2022 2.438 inwoners.

## Geografie
De oppervlakte van Saint-Pargoire bedroeg op 1 januari 2022 23,77 vierkante kilometer; de bevolkingsdichtheid was toen 102,6 inwoners per km².

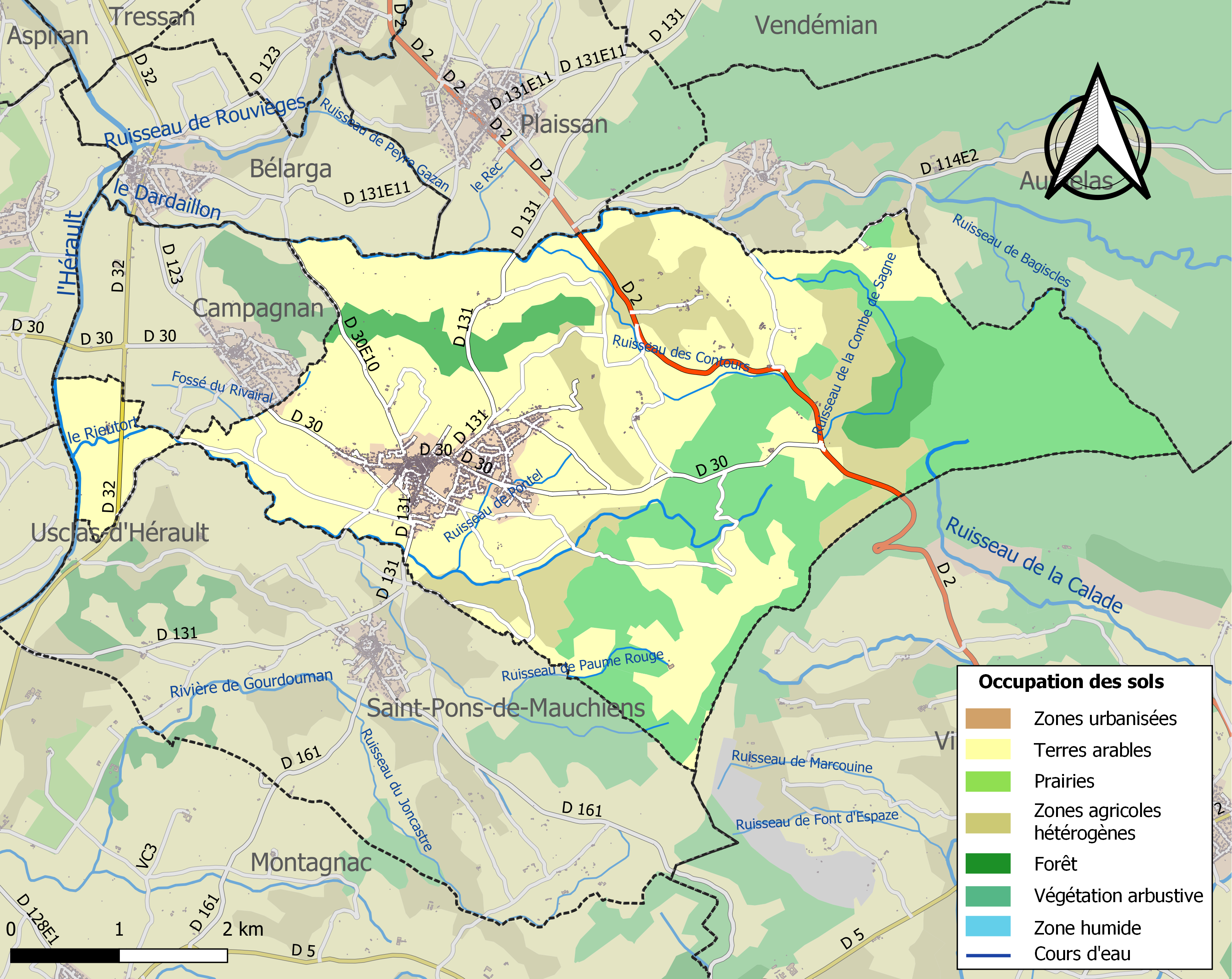
Kaart van de gemeente met belangrijkste infrastructuur, bodemgebruik en omliggende gemeenten

## Demografie
Onderstaande figuur toont het verloop van het inwonertal (bron: INSEE-tellingen).